# 太陽の石 (ヴァイキング)
太陽の石(アイスランド語：sólarsteinn)とは、中世時代のヴァイキングが使用していたと伝承されている13～14世紀に書かれた書物にも登場している航海に使用された道具である。

## 航海ルート

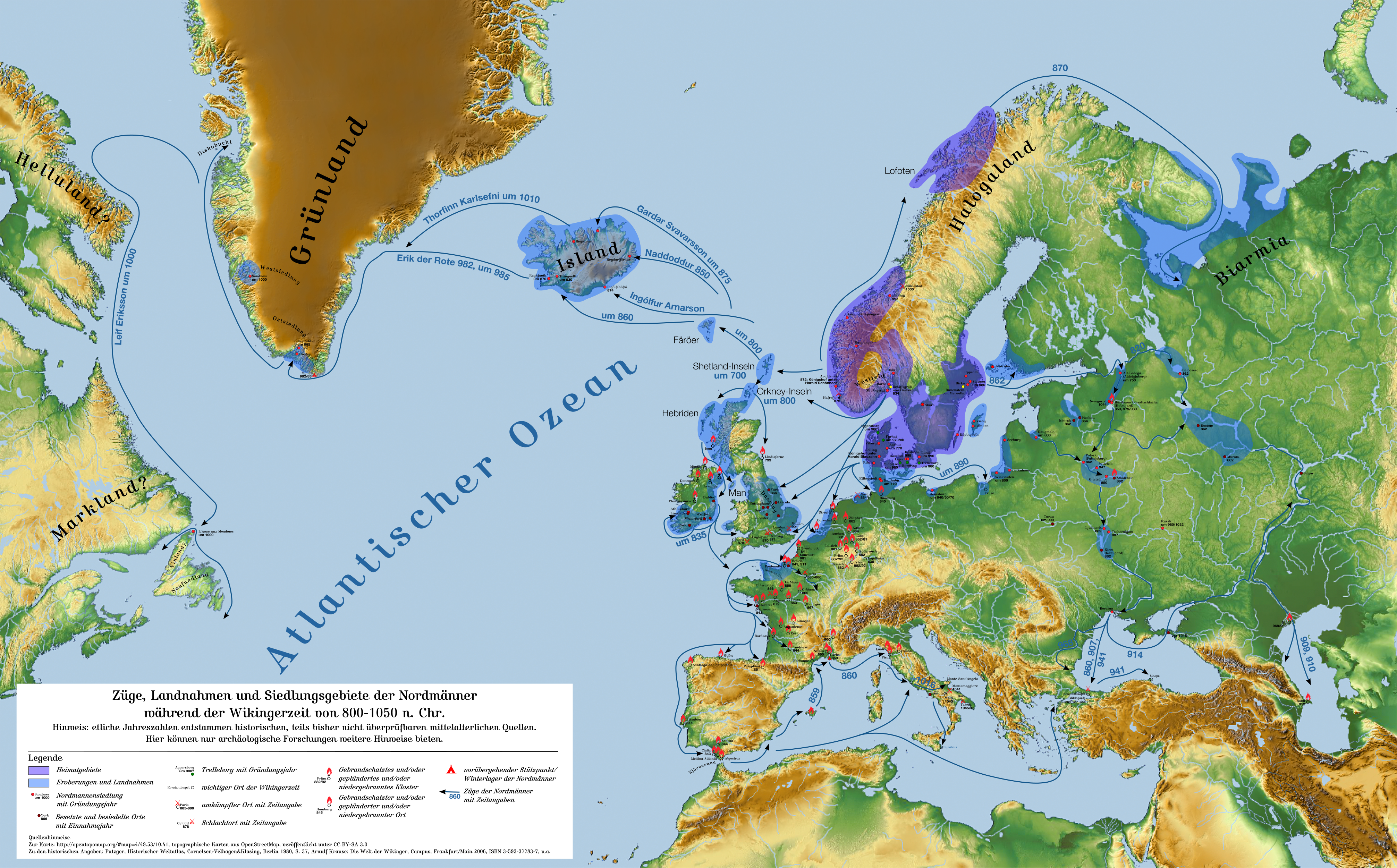
紺色：バイキングの移動ルート紫と青：主な居住地域

ヴァイキング時代の船乗りは、ほとんどが海岸近くにとどまり、主にランドマークと太陽の位置を頼りに航海していたと推測されている。 一説にはヴァイキングは遠くアメリカ大陸にまで渡ったと言われているが、その航海技術は良く分かっていない。太陽の石は遠洋航海を可能にした道具として伝承されている。
正確な時刻が不明な太陽の位置から正確な方位を知ることはできないため、太陽が常に見える極地の夏では上手く機能しない。薄明の間は星による方位測定はおおむね可能だが、夏場は日付と夜の間は困難になる。

## 太陽の石の伝承
アイスランドの中世時代の伝承である「Rauðúlfsþáttr」には、太陽の石を何らかの石として言及している。これを使えば光の放出、反射、透過光などどのような現象によるか不明だが空が曇った雪の日でも太陽が浮かび上がるとされている。
太陽の石は13世紀の北欧の物語である「Hrafns saga Sveinbjarnarsonar」や、14〜15世紀の教会や修道院の記録にも登場するが、具体的に何であるか説明はされていない。
太陽の石に関して「Rauðúlfsþáttr」の中で以下のように説明されている。

| アイスランド語： Veður var þykkt og drífanda sem Sigurður hafði sagt. Þá lét konungur kalla til sín Sigurð og Dag. Síðan lét konungur sjá út og sá hvergi himin skýlausan. Þá bað hann Sigurð segja hvar sól mundi þá komin. Hann kvað glöggt á. Þá lét konungur taka sólarstein og hélt upp og sá hann hvar geislaði úr steininum og markaði svo beint til sem Sigurður hafði sagt. | 翻訳： シーグルズルが言ったように天候は暗くよどんでいたのを見た王はシーグルズルとダグを呼んだ。 そして王は外を見て空が澄んでいるところを見つけられなかった。それから王はシーグルズルに太陽がどこにあるか見つけるように命じた。 それから王は太陽の石を取り掲げた、そしてシーグルズルは太陽の石から光が放たれた先に印を付けた。 |

## 太陽の石の説
太陽の石が実在したかについても含めて所説あり決定的な証明はされていない。
1. 偏光フィルターを使用して曇った日中の空でも太陽の位置を観測する
2. 方解石の複屈折を使用して曇った日中の空でも太陽の位置を観測する

偏光フィルターを使う様子

3. ウゥナトークの円盤を使った天体観測

### 偏光フィルターの使用
一つは太陽の石が偏光フィルターとして機能する結晶であった説である。

### 偏光パターン

レイリー散乱

太陽光は最初は無偏光である。つまり、太陽光線内の個々の波は、その特性に関して統計的に分布している。レイリー散乱は、大気中に偏光を生成する。これは、太陽の位置の周りの非常に広い半円（円のセクションの一部が地平線の下にある）から、入射する太陽光に対して直角に観測者に当たる。 

### ハイディンガーのブラシとして太陽の位置を認識する
人間の目は、直接太陽を見たときに偏光の異なる振動レベルを区別することはできないが、観察者が偏光パターンを数秒間見つめた後、視線の方向を変えずに頭の姿勢を少し変えると、黄色または青色の拡散した外観が知覚される場合があるハイディンガーのブラシと呼ばれる現象を利用していた説がある。

### 偏光フィルターによる偏光パターンの検出
偏光フィルターを通して見ると、偏光透過率の低下に基づいて偏光フィルターを回転させることで偏光を見つけることができるため、太陽の位置の周りに暗い大きな半円を見ることができる。半円の偏光パターンの説得力のある表現は、直射日光やその他の散乱によってオーバーレイされるため、複雑である。空の部分的に雲のない部分は、偏光パターンを認識し、太陽の位置を推測できうる可能性はある。ただし、この方法は、濃い霧の中で限界に達する。 

### 自然偏光フィルター
Thorkild Ramskouが太陽の石と呼んだ菫青石は、天頂に太陽があって、空に大きな雲に覆われていない青い領域がある限り太陽の偏光パターンを認識することを可能にする。

### 現在の説
ヴァイキングや他の船乗が太陽の位置を知るために偏光フィルターを使用したかどうかは議論の余地が残る。疑いの余地なくこれを証明する認識された情報源は存在しない。
空が覆われていない場合、経験豊富な観測者は、日の出や日の入りの際に補助なしで空の偏光パターンを認識することもできるが、これは航法に役立つ情報にならない。ただし、この観察では、偏光フィルターの複雑な操作を行うことはできる。
一部の昆虫は、部分的に覆われた日中の空の偏光パターンに基づいて太陽の位置を決定できる（e。 B.カール・フォン・フリッシュの研究によるとミツバチ）。

### 方解石の複屈折を利用

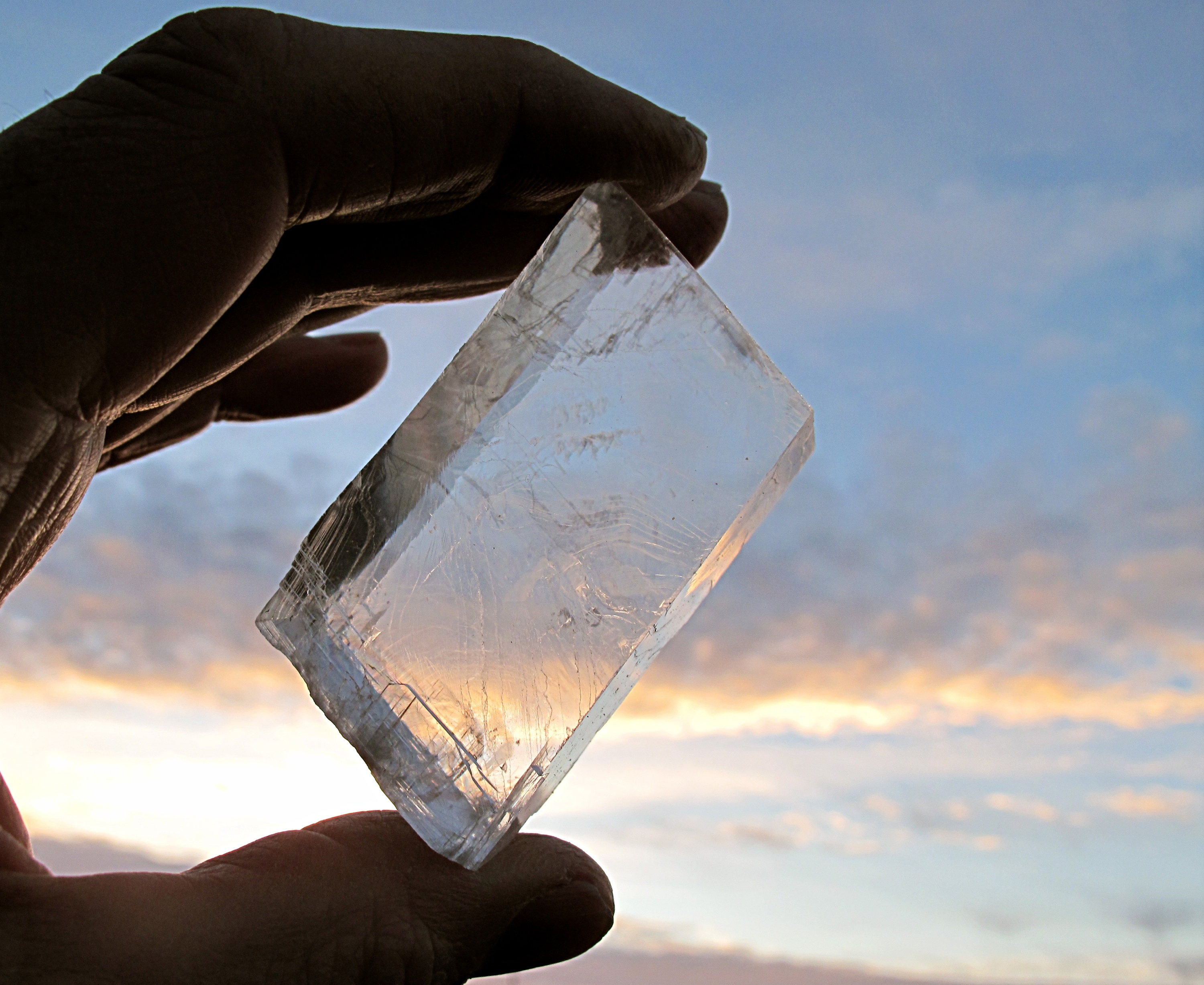
アイスランド・スパーを中世時代のバイキングは視界から遮られたときに太陽の位置を知るために使用した説がある。

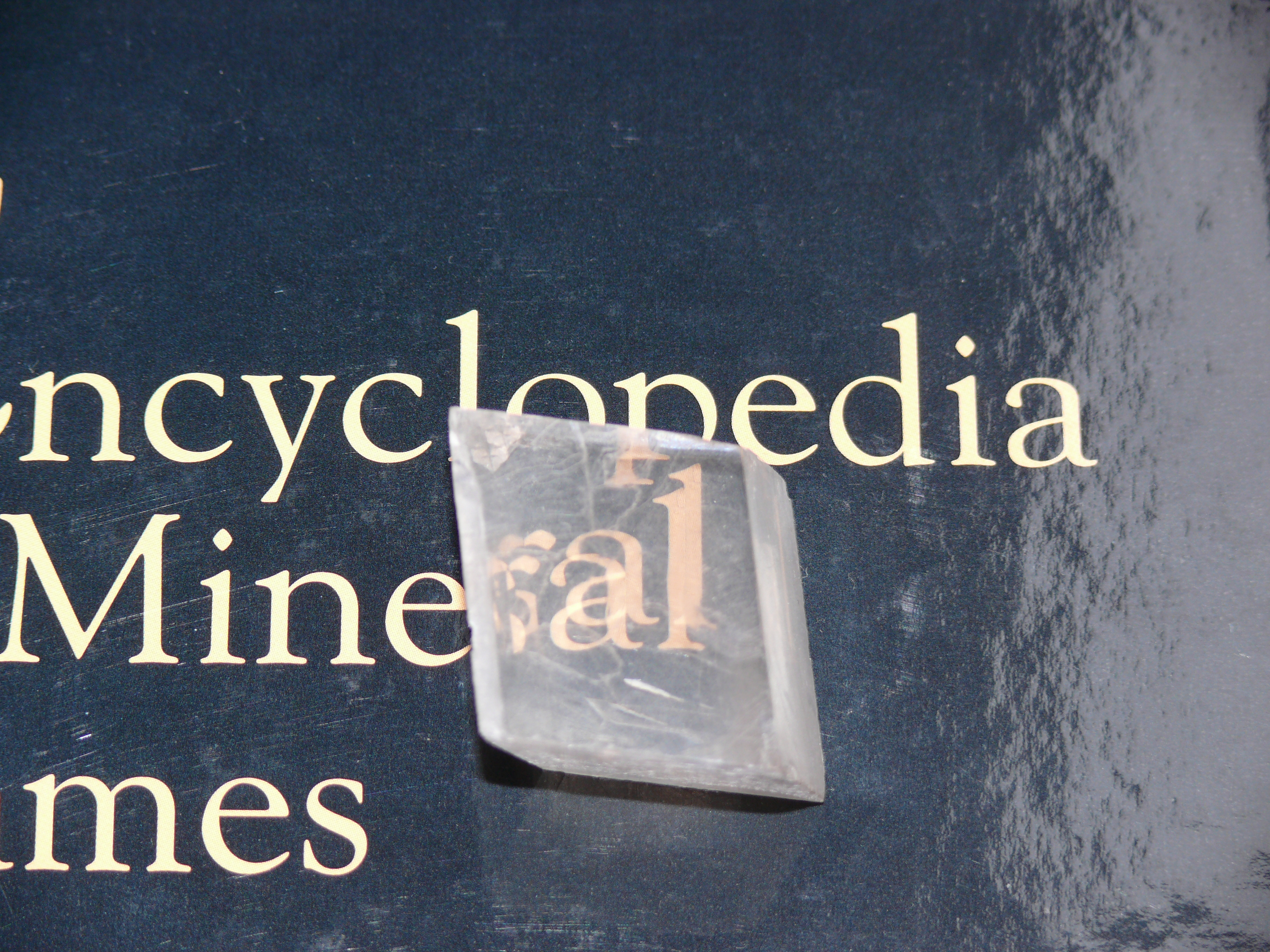
複屈折

方解石などの複屈折結晶で光を屈折させることにより、入射光ビームは、強度と偏光方向が異なる2つの光の束に分割され、石を回転させて2つの光線が同じ強さになるように石を動かすと、その視線方向に太陽がある。
方解石は、スカンジナビアで頻繁に産出する鉱物である。 そのような石の1つは、1592年にチャンネル諸島のオルダニー島沖で沈没したエリザベス朝の軍艦の残骸から発見された。太陽の石がまだ方位磁石の発明から遠くない16世紀の船に積まれていたことから太陽から方位を知る道具として使用されていた説が提唱されている。  
ただし、太陽の石がヴァイキングによって船上で使用されていたことを疑いの余地なく証明する情報源はない。したがって、一部の研究者はその使用を疑っている 。
伝統のように、自然の太陽の石の助けを借りて、完全に曇った空と軽い吹雪のある太陽の位置を決定することは、偏光フィルターまたは複屈折鉱物の助けを借りても不可能で、おそらく劇場性伝説であると考えられている。しかし、どちらの方法も、部分的な曇りと、明るく曇りの天気で使用できる。偏光フィルターは、地平線のすぐ下の太陽の位置でも使用できる。

### ウゥナトークの円盤

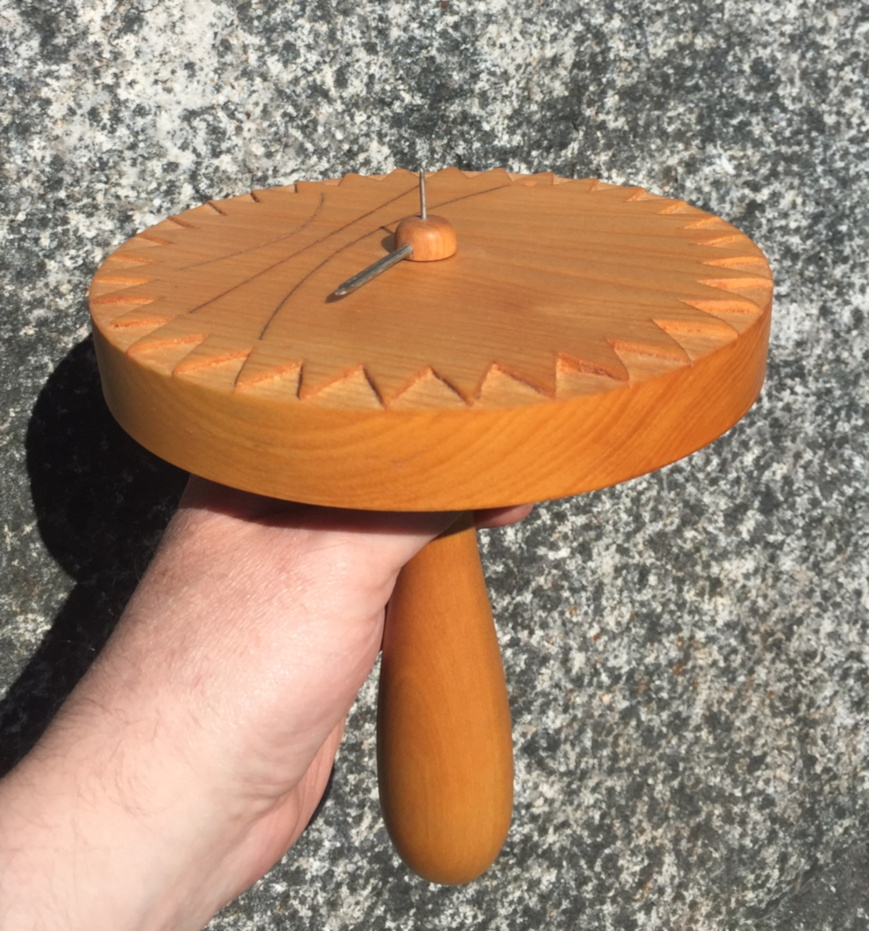
現代で作られたウウナートクの円盤の複製品

詳細はウゥナトークの円盤を参照

## リファレンス
1. ↑  Uwe Schnall: Navigation der Wikinger. Schriften des Deutschen Schiffahrtsmuseums 6. Hamburg, 1975, S. 87 ff.
2. ↑  Johnsen, Oscar Albert and Jón Helgason (eds.). 1941. Saga Óláfs konungs hins helga. Den store saga om Olav den hellige. Efter pergamenthandskrift i Kungliga Biblioteket i Stockholm nr. 2 4to med varianter fra andre handskrifter. ("Saga of King Olaf the Holy. The great saga of Olav the Holy. After the parchment manuscript no. 2 4to in the Royal Library in Stockholm with variants from other manuscripts.") Oslo: Norsk Historisk Kjeldeskrifts-Institutt, Vol. II. pp. 670–1
3. ↑  Hegedüs, Ramón (2007). “Could Vikings have navigated under foggy and cloudy conditions by skylight polarization? On the atmospheric optical prerequisites of polarimetric Viking navigation under foggy and cloudy skies”. Proc. R. Soc. A 463 (2080):  1081–1095. doi:10.1098/rspa.2007.1811.
4. ↑  Polarisiertes Himmelsstreulicht
5. ↑  “Navigation: Wikinger könnten Sonnensteine genutzt haben” (ドイツ語). Der Spiegel. (2007年2月7日). ISSN 2195-1349 2024年11月8日閲覧。
6. ↑  Thorkild Ramskou: Solstenen. In: Tidskriftet Skalk, 1967, Nr. 2.
7. ↑  Leif K. Karlsen: Viking navigation using the sunstone, polarized light and the horizon board. Navigation Notes, Bd. 93, S. 5.
8. ↑  http://www.scinexx.de/wissen-aktuell-14056-2011-11-02.html
9. ↑  http://rspa.royalsocietypublishing.org/content/early/2011/10/28/rspa.2011.0369
10. ↑  Der Spiegel: Sonnensteine könnten Wikingern den Seeweg gewiesen haben vom 2. November 2011, abgerufen 29. Juli 2016.
11. ↑  Lindgren, Uta 1941-2017. Europäische Technik im Mittelalter 800 bis 1200 ; Tradition und Innovation ; ein Handbuch. pp. 377. ISBN 978-3-7861-1748-3